# Eclose-Badinières
Eclose-Badinières (Aussprache [eˈkloz badinˈjɛʁ]) ist eine französische Gemeinde mit 1.510 Einwohnern (Stand: 1. Januar 2022) im Département Isère in der Region Auvergne-Rhône-Alpes. Sie gehört zum Arrondissement La Tour-du-Pin und ist Mitglied im Gemeindeverband Communauté d’agglomération Porte de l’Isère.
Die Gemeinde entstand mit Wirkung vom 1. Januar 2015 als Commune nouvelle durch die  Zusammenlegung der bisherigen Gemeinden Eclose und Badinières, die in der neuen Gemeinde keinen Status als Communes déléguées besitzen. Der Verwaltungssitz befindet sich in Eclose.

## Gemeindegliederung
| Ortsteil                 | Ehemaliger INSEE-Code | Ehemaliges Arrondissement | PLZ   | Fläche (km²) | Einwohnerzahl (2017) |
| ------------------------ | --------------------- | ------------------------- | ----- | ------------ | -------------------- |
| Eclose (Verwaltungssitz) | 38152                 | Viennes                   | 38300 | 10,29        | 753                  |
| Badinières               | 38024                 | La Tour-du-Pin            | 38300 | 05,99        | 681                  |

## Geografie

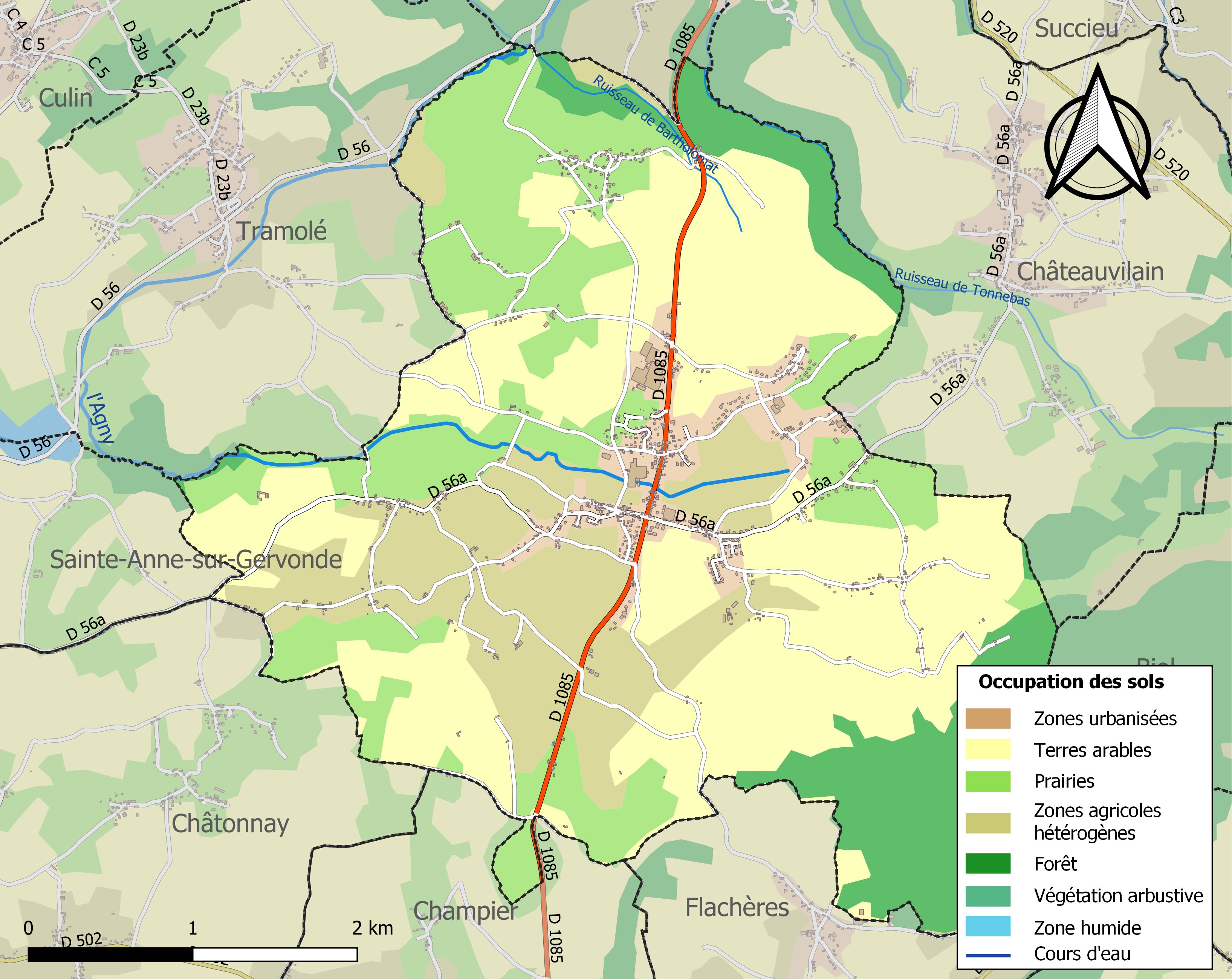
Bodennutzung, Hydrografie und Infrastruktur der Gemeinde (2018)

Eclose-Badinières liegt etwa 47 Kilometer südöstlich von Lyon und etwa 49 Kilometer nordwestlich von Grenoble in der Région naturelle der Terres froides in der historischen Landschaft der Dauphiné. Das Gemeindegebiet liegt im Einzugsgebiet der Rhone und wird vom Flüsschen Agny entwässert, der es von Ost nach West durchquert und im weiteren Verlauf im Nordwesten begrenzt, vom zeitweise trockenfallenden Ruisseau de Bartholomat, der im Norden entspringt und in den Agny mündet sowie von kleineren, ebenfalls zeitweise trockenfallenden Bächen. Das Relief des Gemeindegebiets zeigt außerhalb des Agny-Tals eine durchweg hügelige Landschaft mit Höhen teilweise über 500 m, im Südosten stärkere Erhebungen mit bis zu 640 m. Der tiefste Punkt wird im Norden mit 396 m beim Austritt des Agny aus dem Ortsgebiet gemessen. Das Zentrum liegt auf etwa 510 m Höhe.
Teile des Gebiets von Eclose-Badinières gehören zur 13 Hektar großen ZNIEFF-Naturzone „Zone humide du Tramolé“ (820030423) im Süden des Gemeindegebiets.
Rund 81 % der Fläche der Gemeinde werden landwirtschaftlich, vorwiegend als Kulturboden genutzt, rund 13 % sind bewaldet, vor allem im Südosten, rund 6 % entfallen auf bebaute Gebiete (Stand 2018).
Umgeben wird Eclose-Badinières von den neun Nachbargemeinden:

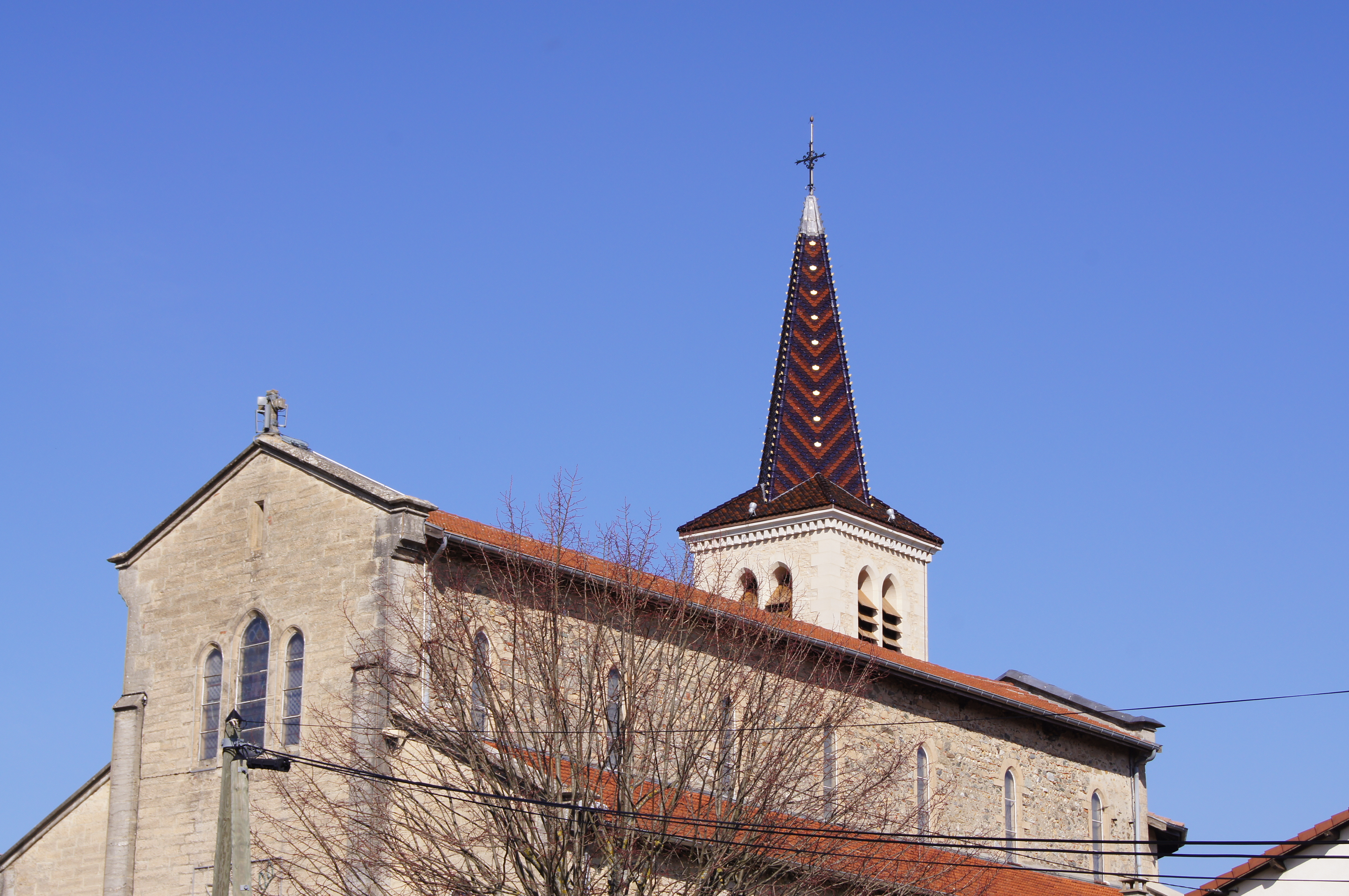
Kirche Saint-Augustin in Badinières

| Tramolé                  | Les Éparres                                 | Châteauvilain |
| Sainte-Anne-sur-Gervonde | Kompassrose, die auf Nachbargemeinden zeigt | Biol          |
| Châtonnay                | Flachères Champier                          | Belmont       |

## Sehenswürdigkeiten
- Kirche Immaculée Conception in Eclose aus der Mitte des 19. Jahrhunderts
- Kirche Saint-Augustin in Badinières aus dem 19. Jahrhundert

## Bildung
Die Gemeinde verfügt über eine öffentliche Vor- und Grundschule (École primaire) „Robert Hugonnard“ mit 172 Schülerinnen und Schülern im Schuljahr 2024/2025.

## Wirtschaft
Eclose-Badinières liegt in den Zonen AOC und geschützte geografische Angabe (IGP)
- des Weines des Anbaugebiets Isère mit den Appellationen blanc, rosé und rouge sowie
- des Emmental français Est-Central (IGP).[5]

Die Firma Porcher Industries besitzt einen bedeutenden Standort in Eclose-Badinières. Sie entwickelt und fertigt technische Materialien.

## Verkehr
Die zur Departementsstraße D 1085 herabgestufte, ehemalige Route nationale 85, auch „Route Napoléon“ genannt, von Bourgoin-Jallieu nach Grasse durchquert beide Ortsteile von Nord nach Süd. Nachgeordnete Departementsstraßen und lokalen Landstraßen verbinden die Gemeinde mit den Nachbargemeinden.
Busse einer Linie unter der Regie der Region Auvergne-Rhône-Alpes verbinden die beiden Ortsteile der Gemeinde mit Bourgoin-Jallieu im Norden und mit La Côte-Saint-André im Süden.